# Xian de Rong (Sichuan)
Pour les articles homonymes, voir Rong.
Le xian de Rong (荣县 ; pinyin : Róng Xiàn) est un district administratif de la province du Sichuan en Chine. Il est placé sous la juridiction de la ville-préfecture de Zigong.

## Démographie
La population du district était de 886 556 habitants en 1999.